# Kristina Švédská

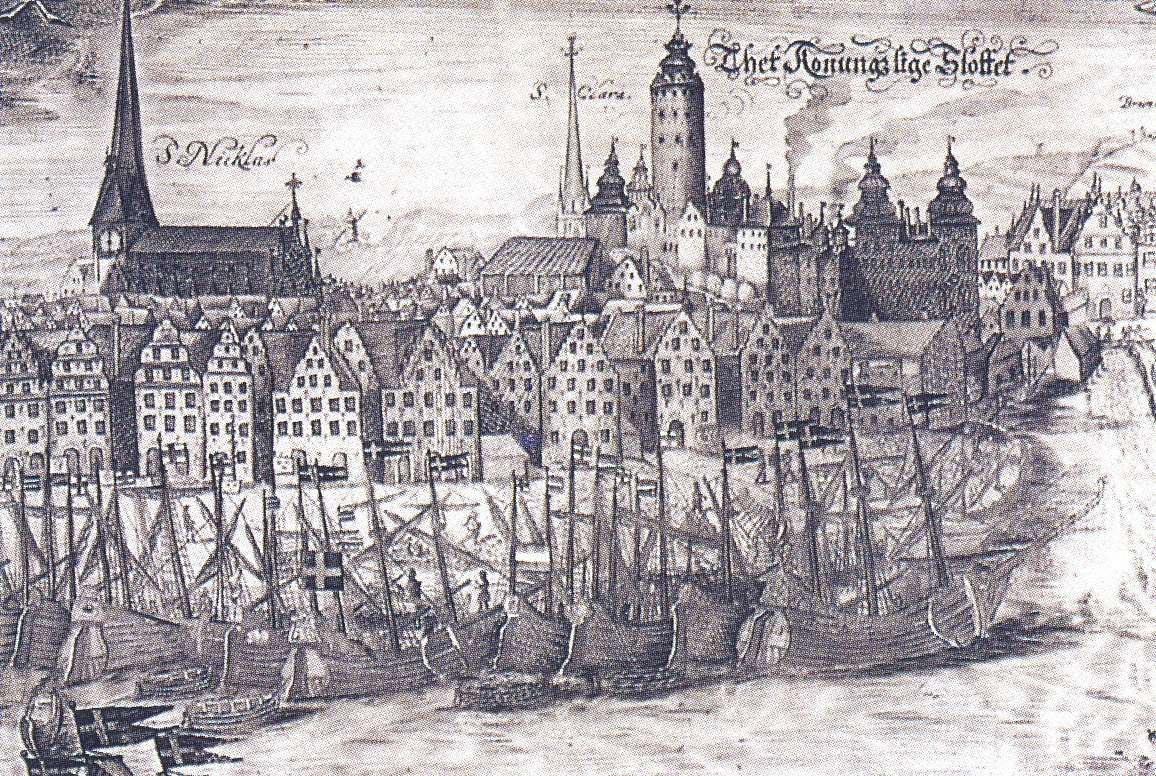
Hrad Tre kronor, 1650

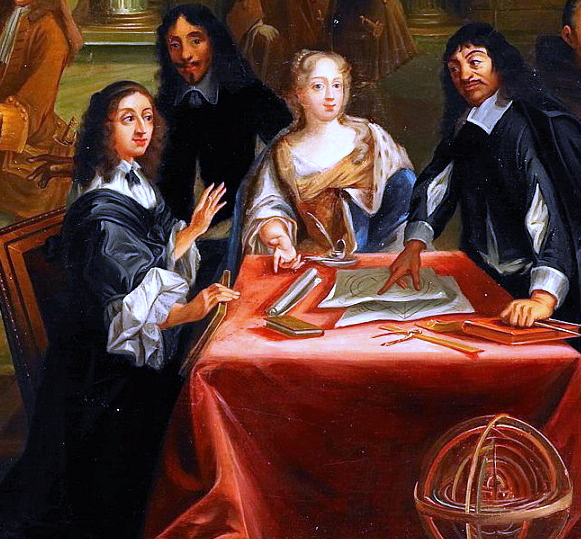
Královna Kristina Švédská diskutuje s René Descartem

Kristina Švédská (18. prosince 1626 Stockholm – 19. dubna 1689 Řím), druhá dcera švédského krále Gustava II. Adolfa (1594–1632) a jeho manželky Marie Eleonory Braniborské (1599–1655). Byla švédskou královnou v letech 1632 až 1654. Po své abdikaci odešla ze Švédska a konvertovala ke katolicismu.
Královna Kristina byla výstřední panovnice i žena. Je popisována jako nežensky vyhlížející, štíhlé postavy a poměrně malého vzrůstu, její výška je odhadována na 150 cm. Svůj malý vzrůst údajně nezakrývala, a ještě nosila boty s nízkou podrážkou. Následkem úrazu páteře v dětství měla deformaci trupu a vychýlení ramene. Mluvila hlubokým hlasem, potrpěla si na drsné žerty a měla zálibu v lovu, vojenské strategii, sběratelství uměleckých předmětů a dalších dobových oborech evropské kultury.
Snažila se o rozvoj Švédského království, měla mnoho plánů, které však nedovedla ke zdárnému konci. Plánovala například založení univerzity po vzoru francouzské univerzity kardinála Richelieu. Proto zvala do Švédska umělce (jako byl malíř Sébastien Bourdon, který ji dvakrát portrétoval) a vzdělance, jako byl René Descartes nebo Blaise Pascal. Objednala si uloupení a odvezení cenných částí uměleckých sbírek císaře Rudolfa II. z Pražského hradu a malostranských paláců v době krátkého obsazení Prahy švédskými vojsky v roce 1648, ale i z jiných českých měst.

## Život

### Dětství
Když královna Marie Eleonora čekala koncem roku 1626 svého čtvrtého potomka, doufala celá země stejně jako král Gustav II. Adolf, že se narodí syn (z předchozích tří dětí se dvě, děvče a chlapec narodily mrtvé a jedno děvče zemřelo v necelém roce věku). Protože se tak nestalo, dal si král roku 1627 potvrdit, že v případě jeho smrti a absence mužského potomka se jeho dědičkou stane Kristina. Od roku 1604 mohli ve Švédsku dědit trůn také potomci ženského pohlaví. Toto usnesení za své vlády Kristina opět zrušila.
Protože se matka Kristiny zřekla, vyrůstala u své tety Kateřiny Švédské a jejího manžela Kazimíra Falcko-Zweibrückenského na hradě Stegeborgu, jižně od Stockholmu. Její otec se zatím snažil dohodnout pro ni sňatek s jejím bratrancem Fridrichem Vilémem Braniborským, aby tak podpořil svou vizi – Corpus Evangelicorum – vznik německo-švédského protestantského bloku proti katolickým Habsburkům.

### Nejistá budoucnost švédské princezny
Když roku 1632 král Gustav II. Adolf padl v bitvě u Lützenu, přesídlila šestiletá Kristina ke své matce Marii Eleonoře do Nyköpingu a později do hradu Tre Kronor ve Stockholmu, kde královna truchlila pro svého manžela. Nad postelí měla ve zlaté truhličce zavěšené královo srdce, pod kterým musela Kristina s matkou spát, a celý hrad byl potažen černým suknem.
Ještě téhož roku přijala královna matka poselstvo dánského krále Kristiána IV. s žádostí o ruku princezny pro králova dvacetiletého syna Oldřicha. Dánský princ nebyl ale vhodný ženich, protože Švédové trpěli dlouhá léta pod dánskou nadvládou („stockholmská krvavá lázeň“).
V březnu 1633 se sešel Riksdag (švédský parlament skládající se ze čtyř stavů = zástupců církve, šlechty, měšťanů a sedláků), aby se zabýval otázkou následnictví. Švédský trůn si nárokovala polská větev dynastie Vasa, ti však nebyli žádoucí, protože polští králové byli katolíci a Švédové luteráni. Kromě Kristiny měl na trůn nárok ještě její bratranec, plánovaný manžel a později skutečný švédský král Karel X. Gustav, neboť jak Kristina, tak i Karel X. Gustav byli potomky švédského krále Karla IX. V parlamentu se proti přijetí Kristiny za švédskou královnu ozval zástupce sedláků, ale když byla sotva šestiletá plavá holčička předvedena před parlament, její podoba s královským otcem byla natolik zřejmá, že byla jednomyslně prohlášena dědičnou švédskou princeznou a zvolenou královnou.

#### Dědičná princezna

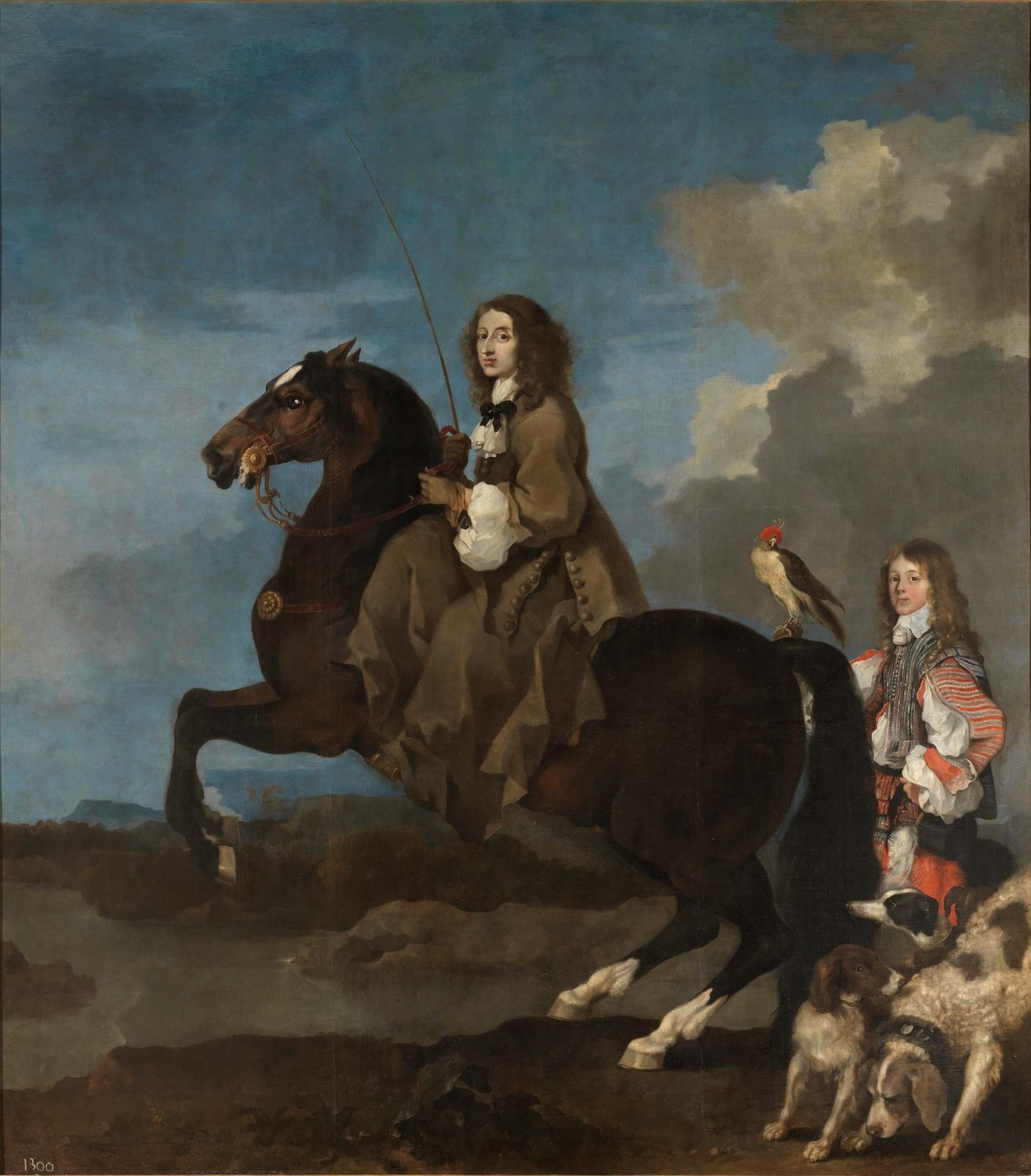
Jezdecký portrét od Sébastiena Bourdona z roku 1653

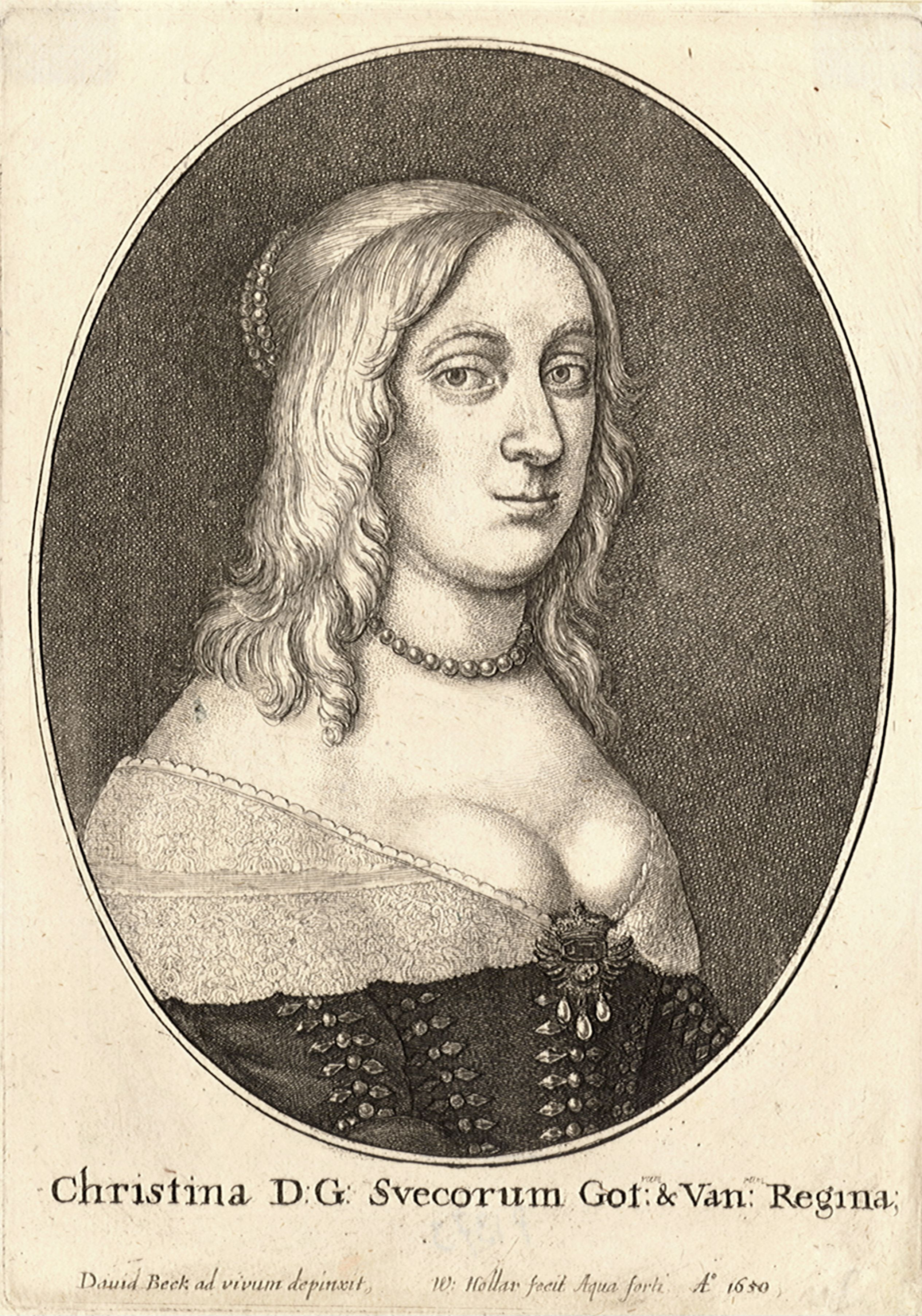
Rytina Václava Hollara podle Davida Becka

Kristina se tak stala v šesti letech věku královnou Švédů, Gótů a Vandalů, vévodkyní Finska, vévodkyní Estonska a Karélie a paní Ingrie (poslední titul na základě míru s carským Ruskem ve Stolbově roku 1617).
Po dobu princezniny nezletilosti byla určena regentská rada a dva opatrovníci, kteří byli přáteli zemřelého krále:
- Axel Banér (1594–1642) – voják: polní maršál, správce královských koníren
- Gustav Horn (1592–1657) – voják: polní maršál, dvořan a diplomat

Členové regentské rady:
1. Axel Oxenstierna – kancléř
2. Gabriel Bengtsson Oxenstierna – správce pokladu
3. Gabriel Gustavsson Oxenstierna – říšský správce (Riksdrots)
4. Jacob de la Gardie – velkomaršál
5. Karel Karlsson Gyllenhjelm – velkoadmirál a nevlastní bratr krále Gustava Adolfa

Zesnulý král si přál, aby se na výchově jeho dcery nepodílela její matka Marie Eleonora. Princezna měla být vychována jako „korunní princ“. Učila se jízdě na koni, lovu i šermu v oborách Djurgardenu, které se rozkládaly za jezerem u jejího domu. Z ženských dovedností se měla naučit pouze skromnosti a cudnosti.
Roku 1636 na popud kancléře přesídlila zpět ke své tetě Kateřině, kde vyrůstala spolu se svým bratrancem Karlem Gustavem (1622–1660) a sestřenicemi, starší Marii Eufrozýnou (1625–1687) a mladší Eleonorou Kateřinou (1626–1692). Bylo také dohodnuto, že se budoucí panovnice musí naučit základním dovednostem („dobře hovořit o svých poddaných, o stavu země a regentství“, naučit se jak cizím, tak domácím mravům a zvykům a správnému stolování).
Za jejího učitele byl vybrán mladý luteránský kněz Jan Matthiae, který princeznu vyučoval až do jejího šestnáctého roku života. Matthiae se narodil v dobré rodině, studoval na univerzitách v Německu, Anglii, Francii, Nizozemsku a také na domácí univerzitě v Uppsale. Stal se teologem (liberálním), učitelem a také kaplanem krále. Jeho úkolem bylo princeznu zasvětit do historie, literatury, jazyků a filozofie. Knihovník Jan Freinsheim učil princeznu římské historii a řečtině. Kristina obdivovala starověké hrdiny Alexandra Velikého, měla v pokoji tapiserie s výjevy z jeho života a ze života Caesara či perského krále Kýra. Později o nich i sama psala. Kristina ovládala oba jazyky rodičů – švédštinu a němčinu. Naučila se také francouzsky, což byl její oblíbený jazyk. Od svých 11 let se s Matthiaem učila také latinsky, pro zdokonalení tohoto jazyka Matthiae vyžadoval, aby s ním princezna mluvila pouze latinsky. Úkolem hlavního regenta Axela Oxenstierny bylo zasvětit princeznu do praktické politiky, kterou Kristina přirovnávala ke hře v šachy, a vedení státu. Oxenstierna byl vynikajícím znalcem síly a slabosti každého státu Evropy.

### Královna potřebuje krále
Roku 1641 se ze studií vrátil Kristinin bratranec Karel Gustav. Mladík smýšlel liberálně, rodina by takový sňatek uvítala. Jediným, kdo tomu mohl stát v cestě, byl kancléř Axel Oxenstierna, který měl jako předseda regentské rady právo sňatek zakázat. Slibného mladého muže navíc navrhli senátoři za nástupce po Gabrielu Oxenstiernovi na uvolněné místo správce pokladu. Kristina se však postavila proti této nominaci s odůvodněním, že by Karel Gustav byl regenty považován za špeha. Rozčarovaný Karel Gustav se přidal k vojsku v Evropě a jeho přítelem se stal alkohol. Království však potřebovalo následníka, a tak bylo nutné královnu přesvědčit, aby se vdala. Kristina označila Karla Gustava za svého vyvoleného, neměla ale v úmyslu se za něj opravdu vdát. Jejím cílem bylo prosadit, aby senátoři uznali jejího bratrance za následníka švédského trůnu i bez sňatku a to se jí nakonec podařilo.

V souvislosti se svým plánovaným sňatkem vyjádřila Kristina nesouhlas s vyjádřením církevního reformátora Martina Luthera o postavení žen, když prohlásila:
| „ | Nedokázala bych snést, že mě muž využívá jako rolník, který obdělává svoje pole. | “ |

### Vláda

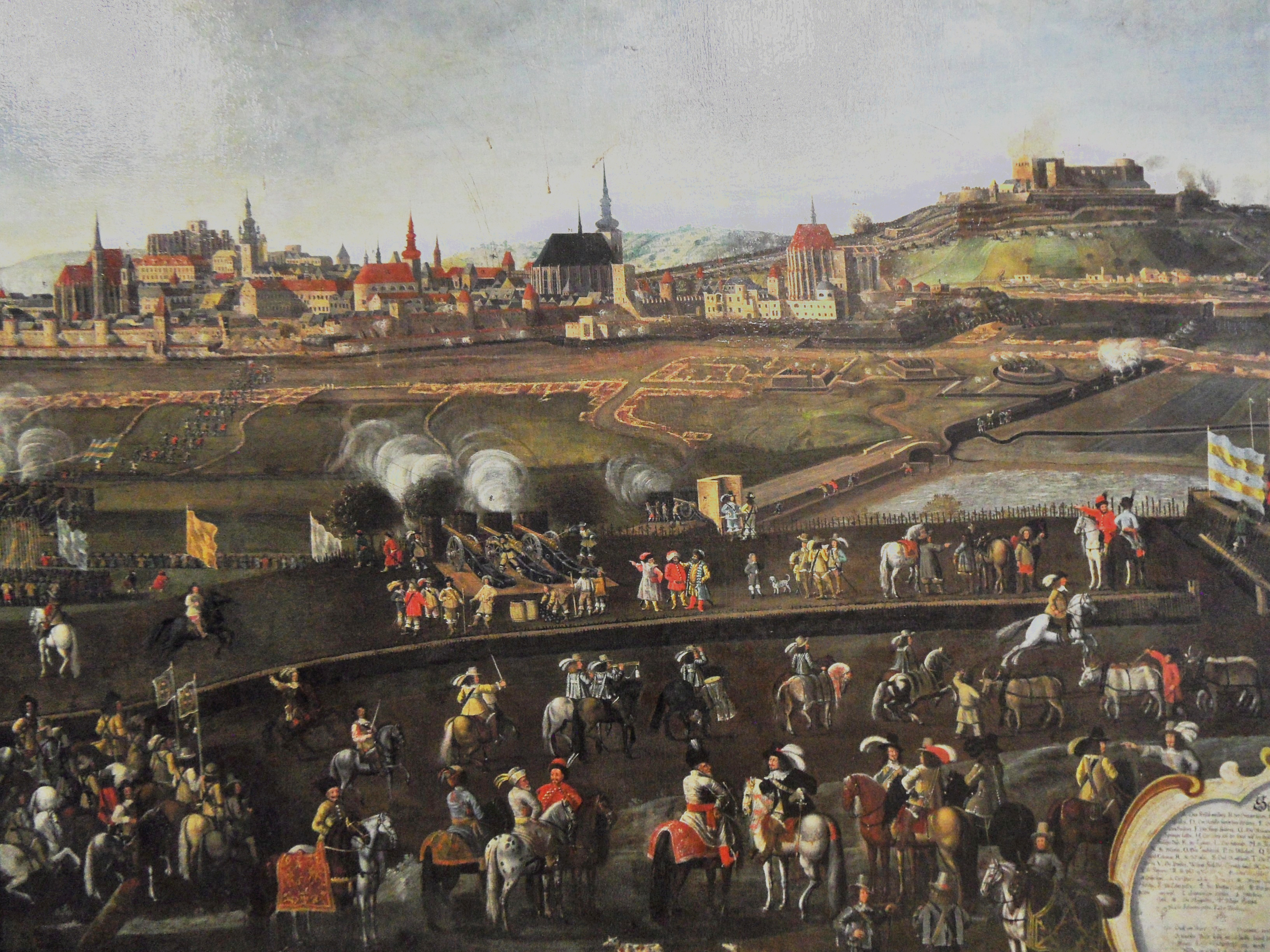
Neúspěšné obléhání Brna Švédy roku 1645

Kristininým prvním politickým činem bylo uzavření míru s Dánským královstvím roku 1645. Válka o obchod v Baltském moři byla rozpoutána na popud kancléře Oxenstierny a jako záminka posloužil útěk královny matky Marie Eleonory z Gripsholmu za pomoci dánského krále. Kristina přijala francouzského vyslance kardinála Mazarina a nechala se přesvědčit, aby s Dánskem uzavřela příměří, bez porady s kancléřem Oxenstiernou.
Po vyřazení Dánska z války obrátil švédský velitel Torstenson pozornost na rakouskou císařskou armádu vedenou generálem Gallasem, kterou vytlačil z německých zemí do Čech a v březnu 1645 porazil v bitvě u Jankova. Na Moravě se Švédové spojili s vojskem sedmihradského knížete Rákocziho, ale švédský postup na Vídeň byl zastaven po neúspěšném obléhání Brna.
Roku 1648 zasedali vyjednavači ve vestfálském městě Münsteru, aby dojednali mír a ukončení třicetileté války. Tehdy se Švédové pustili do poslední epizody této pro značnou část Evropy katastrofální války, která začala v důsledku defenestrace královských místodržitelů v Praze, následného povstání proti násilné rekatolizaci zemí Českého království a proti snahám dosadit na český královský trůn opět katolíka z rodu Habsburků a nakonec také bitvy na Bílé hoře v roce 1620. Velký švédský vojenský kontingent vedený generálem Königsmarckem prošel nezastaven až do nitra Čech a obsadil Prahu. Po jednodenním ostřelování Prahy přišla tajná zpráva od královny Kristiny, aby vojsko obsadilo Pražský hrad a zaměřilo se na uloupení tehdy proslulé umělecké sbírky císaře Rudolfa II. jako válečné kořisti. Před Švédy již odvezl Maxmilián I. Bavorský do Mnichova 1500 vozů s předměty z Rudolfovy sbírky a protestantští Sasové 50 vozů. Švédské vojsko získalo rabováním pro Kristinu 500 obrazů, 70 bronzových soch, 370 vědeckých přístrojů, 400 indických kuriozit, stovky korálů, slonoviny, drahých kamenů, jantaru apod. To však královně Kristině nestačilo, napsala si ještě o Rudolfovu knihovnu. 24 hodin poté byl podepsán vestfálský mír o ukončení třicetileté války.
Zejména v období své vlády, ale i později v Římě, se Kristina obklopovala prospěchářskými muži, jimž poskytovala výhody, finance i úřady. Rozprodávala či rozdávala půdu a tituly, což mělo za následek mnoho nepříjemností se švédskou šlechtou a zadlužování země. K jejím favoritům patřil např. španělský vyslanec Don Antonio Pimentel de Prado (1604–1671/72).
Její korunovace na královnu se konala 20. října 1650 ve Stockholmu, což neodpovídalo tradici, protože králové byli vždy předtím korunováni ve městě Uppsala. Po zajištění nástupnictví pro svého bratrance Karla X. Gustava se Kristina v roce 1654 vzdala švédského trůnu a vydala se na cestu do Říma. V prosinci 1654 konvertovala v Innsbrucku s velkou slávou ke katolicismu a přijala jméno Marie Alexandra.
V září odcestovala do Itálie se svým doprovodem čítajícím 255 osob a 247 koní. Papežův posel, knihovník Lucas Holstenius, sám konvertita, na ni čekal v Innsbrucku. Dne 3. listopadu 1655 Kristina v Hofkirche oznámila svůj přestup ke katolicismu a napsala o tom papeži Alexandrovi VII. i svému bratranci Karlovi X. Na oslavu jejího oficiálního přestupu byla uvedena L'Argia, opera od Antonia Cestiho. Ferdinand Karel, rakouský arcivévoda, který již byl ve finančních problémech, prý kvůli její návštěvě téměř zkrachoval. Kristina odcestovala 8. listopadu.

## Odraz v kultuře
Kristina Švédská je hlavní postavou dramatické hry Královna Kristina, kterou sepsal v roce 1901 švédský spisovatel August Strindberg. V roce 1933 ji ve filmu Královna Kristýna ztvárnila Greta Garbo.

## Vývod z předků
|                     |                                  |  |                      |                                     |  |  |  |  |  |  |  | Erik Johansson Vasa |
|                     |                                  |  |                      |                                     |  |  |  |  |  |  |  |                     |
|                     | Gustav I. Švédský                |  |                      |                                     |  |  |  |  |  |  |  |                     |
|                     |                                  |  |                      |                                     |  |  |  |  |  |  |  |                     |
|                     |                                  |  |                      | Cecilia Månsdotter                  |  |  |  |  |  |  |  |                     |
|                     |                                  |  |                      |                                     |  |  |  |  |  |  |  |                     |
|                     | Karel IX. Švédský                |  |                      |                                     |  |  |  |  |  |  |  |                     |
|                     |                                  |  |                      |                                     |  |  |  |  |  |  |  |                     |
|                     |                                  |  |                      | Erik Abrahamsson                    |  |  |  |  |  |  |  |                     |
|                     |                                  |  |                      |                                     |  |  |  |  |  |  |  |                     |
|                     | Markéta Eriksdotter Leijonhufvud |  |                      |                                     |  |  |  |  |  |  |  |                     |
|                     |                                  |  |                      |                                     |  |  |  |  |  |  |  |                     |
|                     |                                  |  |                      | Ebba Eriksdotter Vasa               |  |  |  |  |  |  |  |                     |
|                     |                                  |  |                      |                                     |  |  |  |  |  |  |  |                     |
|                     | Gustav II. Adolf                 |  |                      |                                     |  |  |  |  |  |  |  |                     |
|                     |                                  |  |                      |                                     |  |  |  |  |  |  |  |                     |
|                     |                                  |  |                      | Frederik I. Dánský                  |  |  |  |  |  |  |  |                     |
|                     |                                  |  |                      |                                     |  |  |  |  |  |  |  |                     |
|                     | Adolf I. Holštýnsko-Gottorpský   |  |                      |                                     |  |  |  |  |  |  |  |                     |
|                     |                                  |  |                      |                                     |  |  |  |  |  |  |  |                     |
|                     |                                  |  |                      | Žofie Pomořanská                    |  |  |  |  |  |  |  |                     |
|                     |                                  |  |                      |                                     |  |  |  |  |  |  |  |                     |
|                     | Kristina Holštýnsko-Gottorpská   |  |                      |                                     |  |  |  |  |  |  |  |                     |
|                     |                                  |  |                      |                                     |  |  |  |  |  |  |  |                     |
|                     |                                  |  |                      | Filip I. Hesenský                   |  |  |  |  |  |  |  |                     |
|                     |                                  |  |                      |                                     |  |  |  |  |  |  |  |                     |
|                     | Kristýna Hesenská                |  |                      |                                     |  |  |  |  |  |  |  |                     |
|                     |                                  |  |                      |                                     |  |  |  |  |  |  |  |                     |
|                     |                                  |  |                      | Kristýna Saská                      |  |  |  |  |  |  |  |                     |
|                     |                                  |  |                      |                                     |  |  |  |  |  |  |  |                     |
| Kristina I. Švédská |                                  |  |                      |                                     |  |  |  |  |  |  |  |                     |
|                     |                                  |  |                      |                                     |  |  |  |  |  |  |  |                     |
|                     |                                  |  | Jan Jiří Braniborský |                                     |  |  |  |  |  |  |  |                     |
|                     |                                  |  |                      |                                     |  |  |  |  |  |  |  |                     |
|                     | Jáchym Fridrich Braniborský      |  |                      |                                     |  |  |  |  |  |  |  |                     |
|                     |                                  |  |                      |                                     |  |  |  |  |  |  |  |                     |
|                     |                                  |  |                      | Žofie Lehnická                      |  |  |  |  |  |  |  |                     |
|                     |                                  |  |                      |                                     |  |  |  |  |  |  |  |                     |
|                     | Jan Zikmund Braniborský          |  |                      |                                     |  |  |  |  |  |  |  |                     |
|                     |                                  |  |                      |                                     |  |  |  |  |  |  |  |                     |
|                     |                                  |  |                      | Jan Braniborsko-Küstrinský          |  |  |  |  |  |  |  |                     |
|                     |                                  |  |                      |                                     |  |  |  |  |  |  |  |                     |
|                     | Kateřina Braniborsko-Küstrinská  |  |                      |                                     |  |  |  |  |  |  |  |                     |
|                     |                                  |  |                      |                                     |  |  |  |  |  |  |  |                     |
|                     |                                  |  |                      | Kateřina Brunšvicko-Wolfenbüttelská |  |  |  |  |  |  |  |                     |
|                     |                                  |  |                      |                                     |  |  |  |  |  |  |  |                     |
|                     | Marie Eleonora Braniborská       |  |                      |                                     |  |  |  |  |  |  |  |                     |
|                     |                                  |  |                      |                                     |  |  |  |  |  |  |  |                     |
|                     |                                  |  |                      | Albrecht Braniborsko-Ansbašský      |  |  |  |  |  |  |  |                     |
|                     |                                  |  |                      |                                     |  |  |  |  |  |  |  |                     |
|                     | Albrecht Fridrich Pruský         |  |                      |                                     |  |  |  |  |  |  |  |                     |
|                     |                                  |  |                      |                                     |  |  |  |  |  |  |  |                     |
|                     |                                  |  |                      | Anna Marie Brunšvicko-Lüneburská    |  |  |  |  |  |  |  |                     |
|                     |                                  |  |                      |                                     |  |  |  |  |  |  |  |                     |
|                     | Anna Pruská                      |  |                      |                                     |  |  |  |  |  |  |  |                     |
|                     |                                  |  |                      |                                     |  |  |  |  |  |  |  |                     |
|                     |                                  |  |                      | Vilém Jülišsko-Klevsko-Bergský      |  |  |  |  |  |  |  |                     |
|                     |                                  |  |                      |                                     |  |  |  |  |  |  |  |                     |
|                     | Marie Eleonora Klevská           |  |                      |                                     |  |  |  |  |  |  |  |                     |
|                     |                                  |  |                      |                                     |  |  |  |  |  |  |  |                     |
|                     |                                  |  |                      | Marie Habsburská                    |  |  |  |  |  |  |  |                     |
|                     |                                  |  |                      |                                     |  |  |  |  |  |  |  |                     |